# Flavio Ambrosetti
Pour les articles homonymes, voir Ambrosetti.
Flavio Ambrosetti est un saxophoniste né à Lugano (Suisse), le 8 octobre 1919, mort en août 2012.
Dilettante (mais sérieuse), sa fortune le met à l'abri de la recherche d'engagements.
Il étudie le piano et le vibraphone avec des professeurs privés, mais l'audition de Coleman Hawkins le pousse à adopter le saxophone (ténor puis alto – et parfois soprano). Il devient un bebopper fervent.
Il joue avec de nombreux américains de passage et dirige des combos qui servent de tremplin à de nombreux musiciens suisses. Ses enregistrements restent rares, tant sous son nom que sous la responsabilité d'autres leaders (Dexter Gordon, George Gruntz).
Il participe à de nombreux festivals et shows télévisés.
Instrumentiste qu'on peut qualifier de parkérien léger ou aérien, Flavio Ambrosetti a surtout joué le rôle d'un catalyseur pour le jazz suisse, et, au-delà, européen.
Il est le père de Franco Ambrosetti, pianiste puis trompettiste et le grand-père du musicien et physicien Gianluca Ambrosetti.
Flavio Ambrosetti est mort le 22 août 2012 à l'âge de 92 ans.